# ブラッセル日本人学校

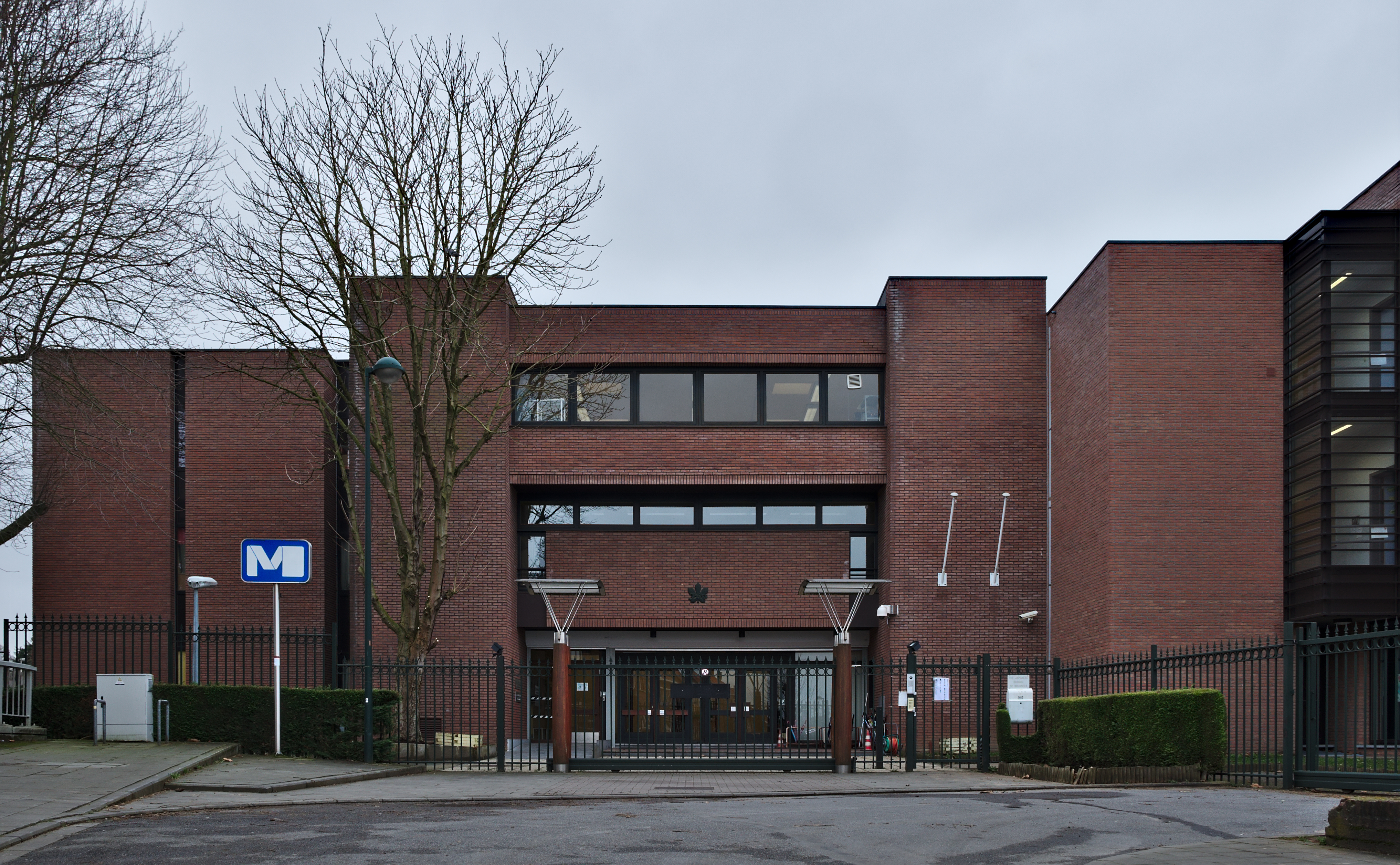
ブラッセル日本人学校正門

ブラッセル日本人学校（英語: The Japanese School of Brussels a.s.b.l.; 略称: JSB）は、ベルギーの首都ブリュッセルのオーデルゲムにある日本人学校。小学校と中学校に相当する授業を行っているベルギー唯一の日本人学校である。同校の校舎を利用して「ブラッセル日本人学校補習校」（英語: Japanese Supplementary School of Brussels）という現地の生徒に向けての補習授業を毎週土曜日限定で開講している。
ブラッセル日本人学校の存在は、学齢期の児童を育てる日本人家庭が居住先を決める際に学校周辺エリアを選択する動機のひとつになっている。これは統計上も裏づけがあり、例えば2013年に発表されたデータは、ベルギー在住の日本国籍人の約半数がブリュッセルに住み、特にオーデルゲム地区に集中していることを報告する。『日本人とヨーロッパ――経済的文化的衝突』（The Japanese and Europe: Economic and Cultural Encounters）の著者、Marie Conte-Helm は、本校が「地域に住む日本人にとっての中心としてふるまう」と描写する。 『現代日本の交渉アイデンティティ――帰国子女を一例として』（Negotiating Identity in Contemporary Japan: The Case of Kikokushijo）の著者、彭靜蓮（Chin Ling Pang, ピン音: Péng Jìnglián）は、本校を「ブリュッセルにおける日本人コミュニティの縮図として機能する」と描写する。

## 沿革
1974年に週一回、土曜日に日本語で授業を行う講座が開講した。同年9月には週3回、国語、社会、算数数学を教える日本人学校がブリュッセル市内ガシャール通りに開校した。1979年にブリュッセル日本人会は文部科学省やベルギーに支社などを置く日本企業などの出資によりオーデルゲムにて学校として運営可能な土地にを手に入れ、本校を創設した。全日制の日本人学校としての正式な開学は1979年4月である。通学対象児童は、在ベルギー日本人会子弟である。設立の目的は、第一に、「日本語による教育を通して日本人としての物の見方や考え方を学ばせる」こと、第二に、「国際社会の中で信頼され尊敬される日本人の育成」にあるとされる。
2000年時点において、日本の民間企業が学校の設立費用の50％を負担しており、日本国文部科学省が残りを負担する。

## 施設
学校の敷地は住宅街の中にあり、ブリュッセル・メトロのボーリュー駅に近い。敷地内には2階建て（日本式・３階）の校舎が一つあり、最大で500名の生徒を収容できる。設備として2005年時点では、教室15、音楽室1、体育館1、LL (language laboratory) の教室4つがあった。2010年に施設拡張の資金が提供され、2013年に工事が終わった。拡張工事終了後の本校について、当時の在ベルギー・日本国大使は「広々としたキャンパスだ」という趣旨の感想を書き綴った。
校庭には桜とベルギーの木であるマロニエが植えられている。

## 教育課程とカリキュラム
本校には日本国の文部科学省が教師を派遣している。例えば1998年を例にとってみると20人の教師が日本生まれであった。文科省から派遣される校長はおおむね2年~3年で交代し、開学38周年となる2017年現在の校長は17代目である。
また、本校のカリキュラムは日本国内のものと同じである。教科書も日本から航空便で取り寄せている。生徒が受ける授業は年度によって変更があるものの、過去に報道又は報告されたものをまとめると、算数又は数学、「標準的な歴史」、比較史、フランス語又は英語を含む外国語、地理、書道、美術、家庭科がある。地理と「標準的な歴史」は日本を中心にした内容である。家庭科は育児、造園、裁縫、調理、工作を含む内容である。
廣瀬(2006)によると、ブラッセル日本人学校は、日本人学校全般に言える特徴でもあるが、現地採用の語学教員を雇用しており、その内訳はフランス語会話担当職員3名、英会話担当職員4名であったと報告している。小学部1,2年は生活に必要な言語運用能力として仏語会話が、3年以上は英会話又は仏語会話が必修である。また、外国語教育が小学部1年から始まる点を除くと他の教科は日本本国の教育課程とほとんど同じである（「標準的な歴史」や「比較史」のような教科枠組みはない）。国語（日本語）と外国語（仏語又は英語）の時間配分は、中学年で国語7.6時間（一週間あたり）に対し、外国語2.2時間である。低学年は国語の割合が高い（8.6対2.2）一方、高学年になると外国語の割合が増える（5.3対3.3）。
なお、2024年現在も語学教師の人数は代わっていない。
土曜学校は日本語による授業と数学の授業を開講している。
課外活動としては、ベルギー王立・中央アフリカ博物館や、ベルギー王立美術センターなどへ、遠足に行くことがある。

## 生徒像
1995年時点で昼間学校には323人の生徒が通っており、その内、252人が小学部、71人が中学部の生徒であった。また、男子146人に対し、女子は177人であった。1998年には生徒数が276人になり、2005年には320人が昼間学校に在籍した。320人のうち2名が日本語を習う米国籍人であり、残りは日本国籍人であった。2008年の在校生は399人であり、過去最高（当時）の生徒数となり、このあとは減少に転じた。2013年は昼間学校と土曜学校の生徒数がそれぞれ、295、205であった。この年の生徒数について在ベルギー日本大使は「かなりの減少」と書いた。
2000年の調べでは、アントウェルペン、オーステンデ、マーストリヒトといったブリュッセルから離れた町から土曜学校に通った生徒もいた。土曜の授業に通学する生徒たちは皆日本人である。
2005年の調べでは、ブラッセル日本人学校の教育課程を終えた生徒の多くが日本に帰国した。一部にはブリュッセルにあるインターナショナル・スクールに通学することを選んだ生徒もいる。
廣瀬(2006)の報告によると、在籍児童生徒の37％がベルギー又は他の国の現地校に通学した経験を持つ。在籍児童生徒のベルギーの滞在期間は3年未満が圧倒的に多く、2000年ごろからは滞在年数も短くなる傾向にあるという。小学部高学年や中学部になるに連れ、在籍児童数は減少する特徴がある。また、低学年児童にはベルギーで幼稚園在籍経験を持つ児童が多い。また、保護者の出身県は愛知県が圧倒的に多い。元ブラッセル日本人学校教頭の報告によると、ビジネスなどの目的でベルギーに家族を帯同して赴いた海外駐在員は多くが2,3年で帰国する短期滞在者であり、ブラッセル日本人学校の児童の多くが生活に慣れたころには帰国する。他方で、駐ベルギー日本大使によると、永住者を含む長期滞在者はベルギー人男性と結婚した日本人女性が多い。ブラッセル日本人学校補習校（土曜学校）に通う児童の半数は、そうした日本人女性の子どもたちである。その他、ベルギーで会社を経営する日本人なども含む長期滞在者の子どもたちの多くは現地校に通学する。ブラッセル日本人学校補習校は、そのような子どもたちが日本的な教育を受ける機会を提供している。

## 発展資料
- 廣瀬 由美子 (国立特殊教育総合研究所教育支援研究部). "ベルギー・ブラッセル日本人学校への教育相談" (Archive). 世界の特殊教育 20, 67-71, 2006-03. 独立行政法人国立特別支援教育総合研究所. See profile at CiNii.
- 小川 裕之 (前ブラッセル日本人学校教諭・山口県立光市島田小学校教諭). "ブラッセル日本人学校における国際理解教育の実践 : 現地理解と美術教育を通して." 在外教育施設における指導実践記録 24, 106-110, 2001. 東京学芸大学. See profile at CiNii.
- 白崎 友久 (前ブラッセル日本人学校:京都市教育委員会生徒指導課). "ブラッセル日本人学校における外国語会話指導に関する考察 : 日本の学校での活用に向けて (第4章 総合的な学習)." 在外教育施設における指導実践記録 32, 69-72, 2009-10-12. 東京学芸大学. See profile at CiNii.
- 須藤 聡 (ブラッセル日本人学校・熊本大学教育学部附属小学校(前)). "ブラッセル日本人学校における外国語会話学習 : 現地採用外国語講師との連携について(第1章共同研究員報告)." 在外教育施設における指導実践記録 27, 3-6, 2004. 東京学芸大学. See profile at CiNii.
- 吉武 敏雄 (熊本大学教育学部附属養護学校・ブラッセル日本人学校(前)) "在外教育施設における特別支援教育 : ブラッセル日本人学校マロニエ学級の取り組み(第8章その他)." 在外教育施設における指導実践記録 27, 121-124, 2004. 東京学芸大学. See profile at CiNii.
- 金子 哲也. "海外あちらこちら ベルギーブラッセル日本人学校にて." 教育じほう (626), 88-90, 2000-03. 東京都新教育研究会. See profile at CiNii.
- 小嶋 忠行. "海外日本人学校における現地理解教育のあり方について--ブラッセル日本人学校を例にして." Annual report of educational research (京都教育大学教育実践研究年報) (12), 233-247, 1996-03. 京都教育大学教育学部附属教育実践研究指導センター. See profile at CiNii.